# ALD-52
ALD-52 (N-ацетил-LSD) — химический аналог LSD-25. Открыт Альбертом Хофманом, но не был широко изучен до времён расцвета популярности психоделиков в 1960-х в Америке.

## Эффекты
В книге TiHKAL, Александр Шульгин вкратце касается ALD-52 в секции 26 о LSD. Его записи неопределённо указывают на дозировки из диапазона 50—175 мкг. Написано про меньший уровень зрительных искажений и беспокойства, нежели при приёме ЛСД. Им отмечается меньшая активность вещества по сравнению с ЛСД. В другом отчёте отмечается усиленное влияние на повышение АД.
Предполагается, что действие вещества сходно с действием ЛСД, но «вызывает меньше тревоги, присущей приёму ЛСД».
В The Hallucinogens Хоффера и Осмонда (1967), ALD-52 (диэтиламид D,L-ацетиллизергиновой кислоты) упоминается как имеющий низкую (около1/5) внутривенно токсичность (у кроликов), низкое (около 1/8) повышение температуры тела, сходный психологический эффект при использовании людьми и вдвое больший «антисеротониновый» эффект в сравнении с LSD.

## История
Возможно, ALD-52 был действующим веществом марок с ЛСД под названием «Orange Sunshine», которые являлись эталоном качественного ЛСД и были распространены в Калифорнии в 1968 и 1969 годах. Марки производились в подпольной лаборатории округа Сонома под руководством химиков Тимом Скалли и Николасом Сандом. Подпольная лаборатория была закрыта полицией, а Скалли был арестован и помещён под стражу. Впоследствии на судебном разбирательстве Скалли заявил, что лаборатория не занималась нелегальной деятельностью, так как они производили ALD-52, который не является незаконным наркотическим веществом. Однако суд таки нашёл пару аргументов против. Во-первых, ALD-52 легко подвергается гидролизу с превращением в ЛСД. Во-вторых, для синтеза ALD-52 требуется LSD (это утверждение основывалось на методах синтеза, доступных из научной литературы того времени). Скалли был осуждён и подвергнут тюремному заключению.